# Амбракия (митология)
Амбракия (на гръцки: Άμβρακία) според древногръцката митология е принцеса, дъщеря на Менелай. 
Градът Амбракия в Античен Епир е кръстен на нея, а по името така се нарича и целия плодороден равнинен район /Амбракийска равнина/ около залива на Йонийско море /известен до днес като Амбракийски залив/.
През средновековието и след покоряването на Първата българска държава, на мястото на древна Амбракия, е възстановен древния гръцки град под името Арта, като столица на Гръцки Епир.